# Sân bay quốc tế Phuket
Sân bay Quốc tế Phuket (IATA: HKT, ICAO: VTSP) là một sân bay ở tỉnh Phuket, Thái Lan. Sân bay này có đường băng dài 3000 m.
Đây là sân bay bận rộn thứ nhì Thái Lan (sau sân bay Quốc tế Bangkok Mới) với hơn 7 triệu lượt khách năm 2010

## Các hãng hàng không

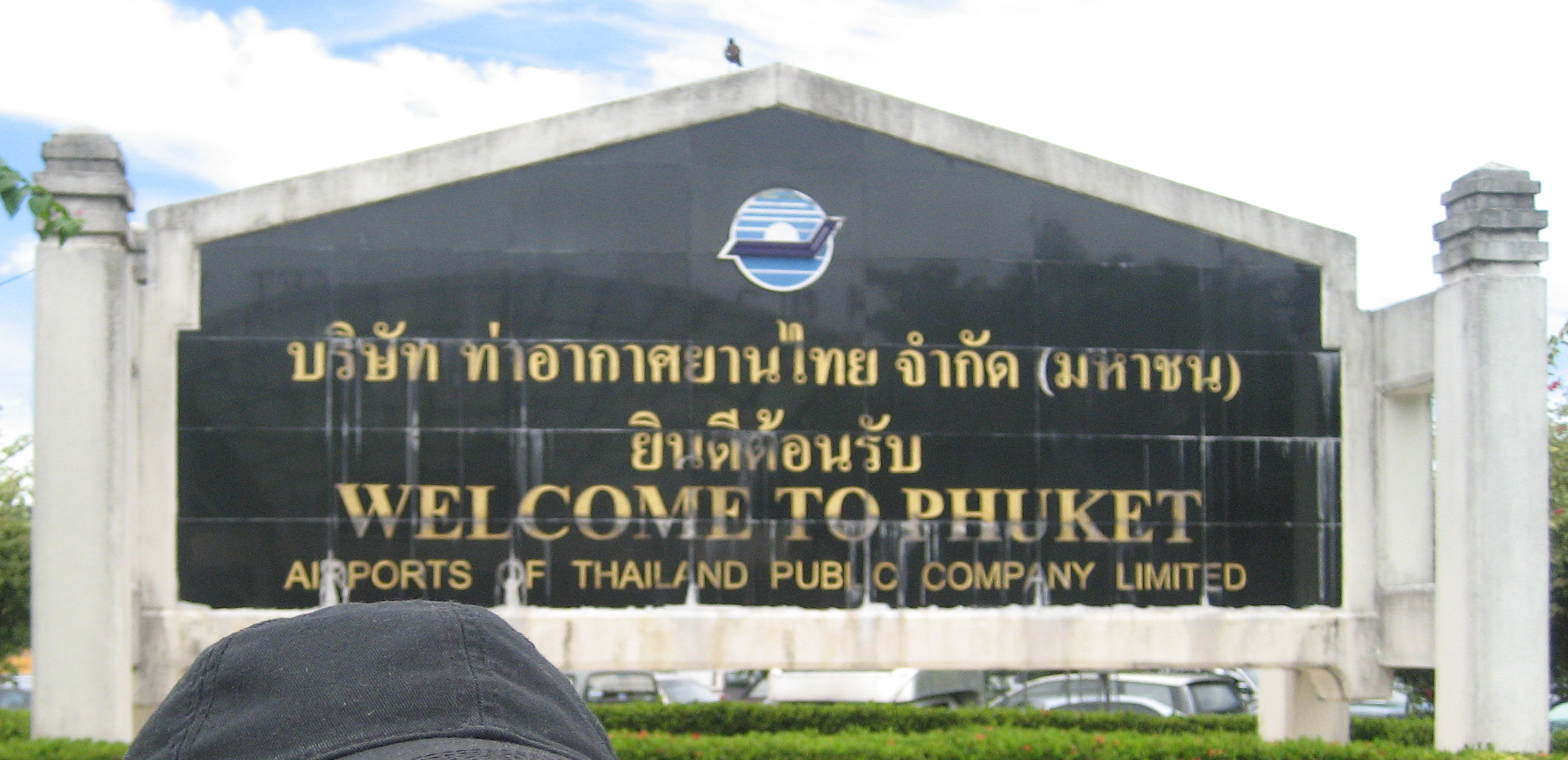
Chào mừng đến sân bay quốc tế Phuket

| Hãng hàng không                        | Các điểm đến                                                                          | Terminal |
| -------------------------------------- | ------------------------------------------------------------------------------------- | -------- |
| AirAsia                                | Kuala Lumpur                                                                          | 1        |
| Air China                              | Bắc Kinh - Thủ Đô                                                                     | 1        |
| Asiana Airlines                        | Seoul-Incheon                                                                         | 1        |
| Bangkok Airways                        | Bangkok-Suvarnabhumi, U-tapao, Ko Samui                                               | 2        |
| Blue Panorama Airlines                 | Milan-Malpensa, Rome-Fiumicino                                                        | 1        |
| China Airlines                         | Đài Bắc - Đào Viên                                                                    | 1        |
| China Eastern Airlines                 | Côn Minh                                                                              | 1        |
| China Southern Airlines                | Quảng Châu                                                                            | 1        |
| Condor                                 | Frankfurt [theo mùa]                                                                  | 1        |
| Dragonair                              | Hong Kong                                                                             | 1        |
| Edelweiss Air                          | Zürich                                                                                | 1        |
| Firefly                                | Penang, Subang                                                                        | 1        |
| Happy Airways                          | Langkawi                                                                              | 1        |
| Happy Airways                          | Hat Yai                                                                               | 2        |
| Jetstar Airways                        | Sydney                                                                                | 1        |
| Jetstar Asia Airways                   | Singapore                                                                             | 1        |
| Korean Air                             | Seoul-Incheon                                                                         | 1        |
| Malaysia Airlines                      | Kuala Lumpur                                                                          | 1        |
| Nok Air                                | Bangkok-Don Mueang                                                                    | 2        |
| One-Two-GO Airlines                    | Bangkok-Don Mueang                                                                    | 2        |
| Shanghai Airlines                      | Thượng Hải - Phố Đông                                                                 | 1        |
| SilkAir                                | Singapore                                                                             | 1        |
| Sky Star Airways                       | Seoul-Incheon, Busan                                                                  | 1        |
| Tiger Airways                          | Singapore                                                                             | 1        |
| Thai AirAsia                           | Hong Kong, Jakarta, Singapore                                                         | 1        |
| Thai AirAsia                           | Bangkok-Suvarnabhumi, Chiang Mai, Udon Thani                                          | 2        |
| Thai Airways International             | Hong Kong, Perth, Tokyo-Narita                                                        | 1        |
| Thai Airways International             | Bangkok-Suvarnabhumi, Chiang Mai                                                      | 2        |
| Thai Vietjet                           | Bangkok-Suvarnabhumi, Chieng Rai, Chieng Mai                                          | 2        |
| Thomas Cook Airlines Scandinavia       | Copenhagen, Malmö, Oslo-Gardermoen, Stockholm-Arlanda                                 | 1        |
| TransAsia Airways                      | Đài Bắc - Đào Viên                                                                    | 1        |
| TUIfly Nordic                          | Billund, Copenhagen, Gothenburg-Landvetter, Malmö, Oslo-Gardermoen, Stockholm-Arlanda | 1        |
| Uni Air                                | Kaohsiung                                                                             | 1        |
| V Australia                            | Brisbane, Melbourne                                                                   | 1        |
| Vietjet Air                            | Thành phố Hồ Chí Minh                                                                 | 2        |
| Virgin Blue điều hành bởi Pacific Blue | Perth                                                                                 | 1        |
| XL Airways France                      | Brussels, Paris-Charles de Gaulle                                                     | 1        |